# Segunda División 2020 (vrouwenvoetbal Uruguay)
Het seizoen 2020 van de Segunda División of Primera División B was het vierde seizoen van deze Uruguayaanse vrouwenvoetbalcompetitie op het tweede niveau. Het seizoen liep van 6 september tot 20 december 2020. Racing Club de Montevideo en Club Náutico werden uitgeroepen tot gedeeld kampioen van de competitie.

## Teams
Er namen vijftien ploegen deel aan de Segunda División tijdens het seizoen 2020. Club Plaza Colonia de Deportes was vorig seizoen uit de Primera División gedegradeerd (als Club Plaza Colonia de Deportes–CD Línea D Cutsca) en twaalf ploegen deden vorig seizoen ook mee aan deze competitie. CD Parque del Plata en CA Villa Teresa maakten hun debuut in het vrouwenvoetbal.
Zij kwamen in de plaats voor de gepromoveerde Defensor Sporting Club (kampioen), CA Atenas (tweede) en Danubio FC (derde). Ten opzichte van vorig seizoen deed CS Miramar Misiones niet meer mee in 2020. Ook CA Bella Vista, dat was gedegradeerd uit de Primera División, nam geen deel.
| Club                           | Stad                   | Vorig seizoen |
| ------------------------------ | ---------------------- | ------------- |
| Albion FC                      | Montevideo             | 13e           |
| CA Boston River                | Montevideo             | 16e           |
| Canadian SC                    | Montevideo             | 5e            |
| CA Cerro                       | Montevideo             | 6e            |
| CA Juventud                    | Las Piedras            | 8e            |
| CSyD Keguay                    | Toledo                 | 15e           |
| Montevideo Wanderers FC        | Montevideo             | 12e           |
| Club Náutico                   | Montevideo             | 4e            |
| CD Parque del Plata            | Parque del Plata       | Geen deelname |
| Club Plaza Colonia de Deportes | Colonia del Sacramento | 10e (1ª)      |
| Racing Club de Montevideo      | Montevideo             | 7e            |
| Rampla Juniors FC              | Montevideo             | 9e            |
| San José FC                    | San José de Mayo       | 11e           |
| Udelar                         | Montevideo             | 10e           |
| CA Villa Teresa                | Montevideo             | Geen deelname |

## Competitie-opzet
De competitie bestond uit twee fasen: het reguliere seizoen en het Campeonato de Ascenso en Campeonato de Permanencia (tweede fase). In het reguliere seizoen werden de ploegen in twee groepen verdeeld, waarin ze een halve competitie tegen elkaar speelden. De top-vier van elke groep kwalificeerde zich voor het Campeonato de Ascenso, de overige ploegen gingen naar het Campeonato de Permanencia. In beide toernooien werd wederom een halve competitie gespeeld. De ploegen in het Campeonato de Ascenso speelden om promotie naar de Primera División. De ploegen in het Campeonato de Permanencia speelden om de negende plaats in de eindstand en tegen mogelijke degradatie naar een nieuwe competitie op het derde niveau.

## Regulier seizoen
De eerste fase (Primera Fase) liep van 6 september tot 1 november 2020. Op 13 maart werden alle voetbalactiviteiten die georganiseerd werden door de Uruguayaanse voetbalbond AUF stilgelegd vanwege de coronapandemie. De competities in het vrouwenvoetbal waren op dat moment nog niet begonnen. In augustus werd besloten om het seizoen in september te beginnen. De deelnemende ploegen werden ingedeeld in twee groepen, op basis van hun eindstand in het vorige seizoen. De ploegen speelden een halve competitie in hun groep en de vier beste ploegen kwalificeerden zich voor het Campeonato de Ascenso. De overige ploegen gingen verder in het Campeonato de Permanencia.

### Serie 1
In Serie 1 zaten degradant Club Plaza Colonia de Deportes, debutant CD Parque del Plata en Canadian SC, Racing Club de Montevideo, Rampla Juniors FC, San José FC, Albion FC en CA Boston River, die vorig seizoen respectievelijk als vijfde, zevende, negende, elfde, dertiende en laatste waren geëindigd.
Slechts in de helft van de wedstrijden in de eerste speelronde duurde de volle negentig minuten: de competitiedeelname van San José werd pas kort voor het begin van de competitie definitief. Mede daardoor hadden sommige speelsters bij aanvang van de openingswedstrijd nog geen geldige spelerspas. In dat duel tegen Racing Club begon San José daarom slechts met zeven speelsters. Bij een 1–0 achterstand kreeg San José te maken met een blessure, waardoor ze te weinig speelsters overhielden om volgens de regels verder te kunnen spelen. De wedstrijd werd dus gestaakt en Racing kreeg automatisch een 3–0 overwinning toegekend. De wedstrijd tussen Canadian en Albion werd niet gespeeld, omdat Albion niet op kwam dagen. Ook Canadian werd hierdoor een automatische 3–0 zege toegekend. Boston River - dat de vorige twee seizoenen laatste was geworden - werd de eerste koploper door debutant Parque del Plata met 6–2 te verslaan.
Na de tweede speelronde bleven er nog twee ploegen over met de maximale score: Racing Club en Canadian wonnen wederom en deden dat een week later ook allebei. Op doelsaldo was Racing hoger geklasseerd, maar op 4 oktober werden de Racinguistas de enige leiders nadat ze met 6–1 van Canadian wonnen. Een week later waren ze na winst op Parque del Plata ook zeker van een plekje bij de beste vier, waardoor ze zich kwalificeerden voor het Campeonato de Ascenso.
Voor de overige drie plekken in het Campeonato de Ascenso kwamen nog vijf ploegen in aanmerking. Alleen Albion en Rampla Juniors (die allebei alles hadden verloren) waren kansloos. De eerste beslissing viel op 18 oktober: Canadian won met 3–1 van Parque del Plata, waardoor ze zelf zeker waren van de top-vier. Ook San José kwalificeerde zich door Boston River met 2–1 te verslaan. Plaza Colonia verloor van Racing Club en stond gedeeld vierde met Boston River. Parque del Plata had alleen nog kans als ze de laatste wedstrijd ruim zouden winnen en Plaza Colonia en Boston River allebei ruim zouden verliezen.
Racing Club beëindigde de eerste fase zonder puntverlies door Boston River op de laatste speeldag met 5–0 te verslaan. Ook Plaza Colonia verloor (0–2 tegen San José) en Parque del Plata wist een nipte 3–2 zege op Albion te boeken. Voor Parque del Plata was dit echter onvoldoende om in hun debuutjaar meteen voor promotie te spelen: ze eindigden op punten gelijk met Boston River en Plaza Colonia, maar op basis van het doelsaldo eindigde Boston River als vierde. Dit betekende dat Plaza Colonia ook niet direct zou kunnen terugkeren naar het hoogste niveau.
|    | Club                           | Sp. | W | G | V | Pnt. | DV | DT | DS  |
| -- | ------------------------------ | --- | - | - | - | ---- | -- | -- | --- |
| 1. | Racing Club de Montevideo      | 7   | 7 | 0 | 0 | 21   | 31 | 2  | +29 |
| 2. | Canadian SC                    | 7   | 6 | 0 | 1 | 18   | 24 | 12 | +12 |
| 3. | San José FC                    | 7   | 5 | 0 | 2 | 15   | 20 | 9  | +11 |
| 4. | CA Boston River                | 7   | 3 | 0 | 4 | 9    | 16 | 17 | –1  |
| 5. | Club Plaza Colonia de Deportes | 7   | 3 | 0 | 4 | 9    | 13 | 14 | –1  |
| 6. | CD Parque del Plata            | 7   | 3 | 0 | 4 | 9    | 17 | 22 | –5  |
| 7. | Rampla Juniors FC              | 7   | 1 | 0 | 6 | 3    | 8  | 28 | –20 |
| 8. | Albion FC                      | 7   | 0 | 0 | 7 | 0    | 3  | 28 | –25 |

### Legenda
| Kleur | Kwalificatie voor         |
| ----- | ------------------------- |
|       | Campeonato de Ascenso     |
|       | Campeonato de Permanencia |

### Serie 2
Nieuwkomer CA Villa Teresa vormde Serie 2 samen met de nummers vier, zes, acht, tien, twaalf en vijftien van vorig seizoen: Club Náutico, CA Cerro, CA Juventud, Udelar, Montevideo Wanderers FC en CySD Keguay.
Op de openingsdag werden er direct grote uitslagen genoteerd: Náutico won met 6–1 van Udelar, Montevideo Wanderers versloeg Juventud met 7–1 en Cerro greep de koppositie door Keguay (dat vorig jaar geen enkele wedstrijd had gewonnen) met 17–0 te declasseren. Omdat Náutico tijdens de tweede speelronde niet in actie hoefde te komen bleven Cerro (winst op Villa Teresa) en Wanderers (winst op Keguay) over aan kop. Deze twee ploegen speelden vervolgens op 20 september tegen elkaar op de derde speeldag. Dit resulteerde in een 3–0 zege voor Cerro.
Náutico werkte ondertussen aan het doelsaldo door zowel Villa Teresa als Keguay met 15–0 te verslaan. In de vijfde speelronde troffen ze koploper Cerro, dat zich een week eerder door een overwinning op Juventud had verzekerd van deelname aan het Campeonato de Ascenso. Náutico won deze wedstrijd met 2–0 waardoor ze weer op gelijke hoogte kwamen met Cerro, maar wel met een wedstrijd minder gespeeld dan de Villeros. Ook waren ze zo zeker van een notering in de top-vier. Voor de andere twee plekjes in het Campeonato de Ascenso kwamen nog vier ploegen in aanmerking, alleen Keguay was uitgeschakeld.
Tijdens de een-na-laatste speelronde had Cerro hun vrije week. Náutico won van Juventud en kwam hierdoor alleen aan de leiding in het klassement. Udelar won van Keguay en Montevideo Wanderers versloeg Villa Teresa. Hierdoor waren ook Udelar en Wanderers verzekerd van kwalificatie voor het Campeonato de Ascenso. De wedstrijd tussen Villa Teresa en Juventud in de laatste speelronde (25 oktober) werd uitgesteld vanwege coronabesmettingen bij Villa Teresa. Omdat die ploeg het voorgaande weekend tegen Montevideo Wanderers had gespeeld werd ook Náutico–Wanderers uitgesteld. Deze twee wedstrijden werden uiteindelijk op 1 november gespeeld. Náutico behield hun ongeslagen status door met 4–0 te winnen en eindigde zo met de maximale score op de eerste plaats.
|    | Club                    | Sp. | W | G | V | Pnt. | DV | DT | DS  |
| -- | ----------------------- | --- | - | - | - | ---- | -- | -- | --- |
| 1. | Club Náutico            | 6   | 6 | 0 | 0 | 18   | 48 | 4  | +44 |
| 2. | CA Cerro                | 6   | 5 | 0 | 1 | 15   | 31 | 3  | +28 |
| 3. | Udelar                  | 6   | 3 | 1 | 2 | 10   | 21 | 12 | +9  |
| 4. | Montevideo Wanderers FC | 6   | 3 | 0 | 3 | 9    | 20 | 11 | +9  |
| 5. | CA Juventud             | 6   | 2 | 1 | 3 | 7    | 20 | 17 | +3  |
| 6. | CA Villa Teresa         | 6   | 1 | 0 | 5 | 3    | 5  | 39 | –34 |
| 7. | CySD Keguay             | 6   | 0 | 0 | 6 | 0    | 2  | 61 | –59 |

### Legenda
| Kleur | Kwalificatie voor         |
| ----- | ------------------------- |
|       | Campeonato de Ascenso     |
|       | Campeonato de Permanencia |

## Campeonato de Permanencia
De ploegen die niet in de top-vier van hun groep waren geëindigd kwalificeerden zich voor het Campeonato de Permanencia. Zij speelden tussen 8 november en 20 december een halve competitie en de twee beste ploegen zouden volgend seizoen uitkomen in de Segunda División. De overige ploegen degradeerde naar een nieuw te vormen Tercera División, mits er voldoende deelnemers zouden zijn voor zo'n nieuwe competitie Uiteindelijk speelden er slechts zes ploegen mee, omdat CSyD Keguay hun ploeg terugtrok uit de competitie.
CA Villa Teresa was de enige ploeg die de eerste twee wedstrijden (tegen CA Juventud en Albion FC kon omzetten in winst. Ook hun derde wedstrijd wonnen ze, waardoor ze een voorsprong van drie punten hadden op Rampla Juniors FC (alleen verloren van CD Parque del Plata) en Club Plaza Colonia de Deportes (alleen verloren van Rampla Juniors). In de een-na-laatste speelronde verloor Villa Teresa echter van Plaza Colonia, waardoor beide ploegen op gelijke hoogte kwamen. Rampla Juniors verloor van Juventud en was uitgeschakeld voor de eerste plaats. Parque del Plata klom naar plek drie door winst op Albion.
Op de laatste speeldag konden nog vier ploegen zich verzekeren van handhaving en drie daarvan konden het Campeonato de Permanencia nog winnen. Villa Teresa en Plaza Colonia hadden de beste papieren, want bij een overwinning zouden ze sowieso minimaal tweede worden. Beide ploegen slaagden daar echter niet in: Plaza Colonia verloor van Parque del Plata en Villa Teresa deelde de punten met Rampla Juniors. Zo eindigden Parque del Plata en Villa Teresa met een gelijk aantal punten en handhaafden zij zich op het tweede niveau. De overige ploegen bleven uiteindelijk ook in de Segunda División, omdat er in 2021 geen nieuwe competitie op het derde niveau kwam.
|    | Club                           | Sp. | W | G | V | Pnt. | DV | DT | DS  |
| -- | ------------------------------ | --- | - | - | - | ---- | -- | -- | --- |
| 1. | CD Parque del Plata            | 5   | 3 | 1 | 1 | 10   | 12 | 5  | +7  |
| 2. | CA Villa Teresa                | 5   | 3 | 1 | 1 | 10   | 10 | 4  | +6  |
| 3. | Club Plaza Colonia de Deportes | 5   | 3 | 0 | 2 | 9    | 8  | 6  | +2  |
| 4. | CA Juventud                    | 5   | 2 | 1 | 2 | 7    | 9  | 11 | –2  |
| 5. | Rampla Juniors FC              | 5   | 2 | 1 | 2 | 7    | 6  | 8  | –2  |
| 6. | Albion FC                      | 5   | 0 | 0 | 5 | 0    | 4  | 15 | –11 |

## Campeonato de Ascenso
In het Campeonato de Ascenso speelden de acht ploegen die in de eerste fase in de top-vier van hun groep waren geëindigd. De wedstrijden werden tussen 8 november en 20 december gespeeld. Racing Club de Montevideo en Club Náutico hadden zich als winnaars van hun serie gekwalificeerd voor het Campeonato de Ascenso. Beide ploegen hadden alle wedstrijden gewonnen, maar in de strijd om promotie speelden ze de eerste wedstrijd tegen elkaar. Deze wedstrijd eindigde in een 1–1 gelijkspel. De koploper na de eerste speelronde was Canadian SC, dat met 6–1 van Montevideo Wanderers FC had gewonnen. Ook San José FC en CA Cerro hadden hun eerste wedstrijd in winst omgezet.
Cerro en San José wisten ook hun tweede wedstrijd te winnen, terwijl Canadian verloor van Náutico. Na de derde speelronde bleef San José als enige koploper over, nadat ze met 6–2 van Canadian hadden gewonnen en Cerro had verloren van Racing Club (3–0). Drie dagen later raakten ook de Josefinas hun ongeslagen status kwijt toen ze met 5–2 van Racing Club verloren. Een dag later won Náutico met 3–1 van Cerro, waardoor Racing en Náutico de koppositie overnamen: na hun puntendeling op de eerste speeldag hadden beide ploegen alles gewonnen. Ze deelden de koppositie met tien punten, eentje meer dan San José.
De wedstrijd tussen CA Boston River en Udelar op 13 december werd afgelast. Later werd bekend dat de Universidad de la República - waar Udelar als vrouwenvoetbalploeg aan verbonden is - vanwege gezondheidsredenen alle activiteiten staakte. Hierdoor werden de resterende wedstrijden van de ploeg, inclusief die tegen Boston River, omgezet in een automatische 3–0 nederlaag.
Voor Udelar hadden deze nederlagen geen grote gevolgen, want nadat Racing Club en Náutico allebei hadden gewonnen op de vijfde speeldag had de universiteitsploeg al geen kans meer om te promoveren. Voor Racing betekende dit echter dat ze zonder te spelen verzekerd waren van promotie naar de Primera División. Ook Náutico, dat op de laatste speeldag moest aantreden tegen Udelar, promoveerde daardoor.
Op de laatste speeldag won Racing Club van Montevideo Wanderers. Dit was de enige gespeelde wedstrijd in het Campeonato de Ascenso, omdat Canadian–Cerro en Boston River–San José allebei werden afgelast. Omdat Náutico enkele dagen eerder ook van Wanderers had gewonnen eindigden zij en Racing allebei met 19 punten. Hierdoor promoveerden ze allebei, maar moesten ze nog een beslissingswedstrijd spelen om het kampioenschap van de Segunda División.
In maart 2021 zou er een overleg plaatsvinden omtrent de afwikkeling van het seizoen 2020. Dit kreeg vanwege de coronapandemie echter geen doorgang. In juli werd ten slotte bekend dat de beslissingswedstrijd op 8 augustus zou worden gespeeld. Enkele dagen later werd de beslissingswedstrijd echter afgelast. Als reden werd opgegeven dat de selecties van beide ploegen al veel veranderingen hadden ondergaan sinds december. Racing en Náutico werden allebei uitgeroepen tot kampioen van de Segunda División. Ook de andere afgelaste wedstrijden werden uiteindelijk niet meer gespeeld.
|    | Club                      | Sp. | W | G | V | Pnt. | DV | DT | DS  |
| -- | ------------------------- | --- | - | - | - | ---- | -- | -- | --- |
| 1. | Racing Club de Montevideo | 7   | 6 | 1 | 0 | 19   | 31 | 6  | +25 |
| 2. | Club Náutico              | 7   | 6 | 1 | 0 | 19   | 22 | 6  | +16 |
| 3. | San José FC               | 6   | 4 | 0 | 2 | 12   | 16 | 12 | +4  |
| 4. | CA Boston River           | 6   | 3 | 0 | 3 | 9    | 11 | 9  | +2  |
| 5. | CA Cerro                  | 6   | 3 | 0 | 3 | 9    | 8  | 8  | 0   |
| 6. | Canadian SC               | 6   | 1 | 0 | 5 | 3    | 17 | 30 | –13 |
| 7. | Udelar                    | 7   | 1 | 0 | 6 | 3    | 8  | 23 | –15 |
| 8. | Montevideo Wanderers FC   | 7   | 1 | 0 | 6 | 3    | 11 | 30 | –19 |

### Legenda
| Kleur | Kwalificatie voor                                                      |
| ----- | ---------------------------------------------------------------------- |
|       | Promotie naar de Primera División 2021 + beslissingswedstrijd om titel |

#### Beslissingswedstrijd
|                                   |                           |          |              |                             |
| 8 augustus 2021 11:00 uur (UTC−3) | Racing Club de Montevideo | Afgelast | Club Náutico | Estadio Charrúa, Montevideo |
| 8 augustus 2021 11:00 uur (UTC−3) |                           |          |              | Estadio Charrúa, Montevideo |

Wedstrijd afgelast. Racing Club de Montevideo en Club Náutico worden allebei aangewezen als winnaar van de Segunda División.

#### Topscorers
Sofía Oxandabarat van co-kampioen Racing Club de Montevideo scoorde twintig goals en werd daarmee topscorer van de competitie.
| №  | Speelster         | Club(s)                   | Goals |
| -- | ----------------- | ------------------------- | ----- |
| 1. | Sofía Oxandabarat | Racing Club de Montevideo | 20    |

### Fairplayklassement
San José FC won het fairplayklassement.
1997 · 1998 · 1999 · 2000 · 2001 · 2002 · 2003 · 2004 · 2005 · 2006 · 2007 · 2008 · 2009 · 2010 · 2011 · 2012 · 2013 · 2014 · 2015 · 2016 · 2017 · 2018 · 2019 · 2020 · 2021